# Deep River (Ontario)
Deep River es un pueblo canadiense situado en la provincia de Ontario.

## Superficie
Deep River tiene una superficie de 50,27 km².

## Demografía
En 2021, tenía 4175 habitantes, una densidad poblacional de 83 hab./km², y 1981 viviendas.